# Domino Day
Domino Day é um evento que ocorre todos os anos na Holanda, organizado pela Endemol, com o objetivo de fazer a maior trilha de dominó possível.